# Anaconda (canção de Luísa Sonza e Mariah Angeliq)
"Anaconda" (estilizada como "ANACONDA *o* ~~~") é uma canção da cantora brasileira Luísa Sonza e da cantora norte-americana Mariah Angeliq, gravada para o segundo álbum de estúdio de Sonza, Doce 22 (2021). Foi lançada como o quarto single do disco em 8 de dezembro de 2021, através da Universal Music Brasil.

## Antecedentes e lançamento
Segundo Sonza, "Anaconda" é "uma música especial que passou por muitas transformações. Assim como eu. Comecei ela há dois anos no dia em que fiz 'Braba', 'VIP *-*" e 'Toma'. Deixei ali. Demorou para maturar, envelheceu como um vinho (risos). E me provocava em algum lugar... Achava a letra diferente, de um feminino agressivo que me instigava". Posteriormente, decidiu retrabalhar na canção: "Decidi: 'Quer saber, vou fazer eu mesma'. Então chamei a Jenni e o Lucas no estúdio, porque ninguém faz nada sozinho e sou muito aberta a ideias". No lançamento de Doce 22, "Anaconda", juntamente com duas outras faixas, estava bloqueada para audição em plataformas de streaming, e foi liberada em 8 de dezembro de 2021, como o quarto single do álbum, pela Universal Music Brasil.
Trata-se de uma homenagem à rapper trinidiana Nicki Minaj, ela que é mencionada durante a canção. A faixa foi lançada no aniversário de 39 anos e o título é uma referência à canção homônima dela, que é um dos hits mais icônicos da carreira de Minaj.

## Videoclipe
O videoclipe de "Anaconda" foi lançado em 9 de dezembro de 2021 através do Youtube.

## Apresentação ao vivo
Sonza cantou "Anaconda" em um medley com outras canções de Doce 22 no Prêmio Multishow de Música Brasileira 2021 no mesmo dia do lançamento da faixa. Antes de começar a cantar "Anaconda", pode-se ouvir o que parece a cantora falando ao contrário, em uma mensagem codificada. Fãs e internautas rapidamente descobriram a mensagem, que dizia o seguinte: "O veneno de vocês até aqui me fortaleceu. Mas eu não sei até que ponto esse veneno vai me fortalecer ou vai me matar".

## Desempenho comercial
A música foi um sucesso comercial atingindo a posição #24 no Top 50 Brasil do Spotify Brasil

### Tabelas semanais
| Tabela musical (2022) | Melhor posição |
| --------------------- | -------------- |
| Portugal (AFP)        | 79             |

## Histórico de lançamento
| Região | Data                  | Formato(s)                 | Gravadora | Ref.  |
| ------ | --------------------- | -------------------------- | --------- | ----- |
| Mundo  | 8 de dezembro de 2021 | Download digital streaming | Universal | [ 9 ] |